# Wat Somanat Wihan

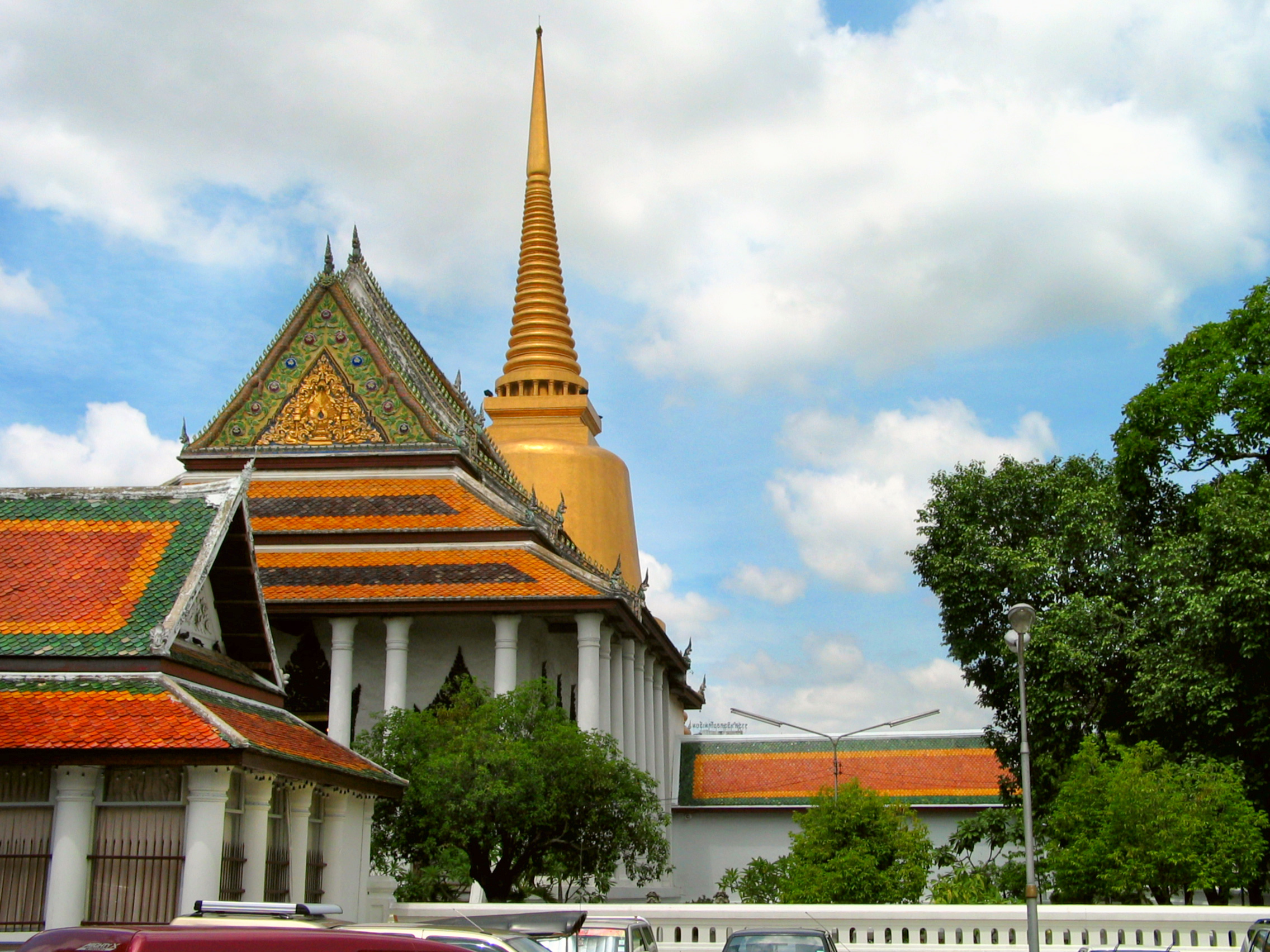
Phra Wihan und Phra Chedi des Wat Somanat

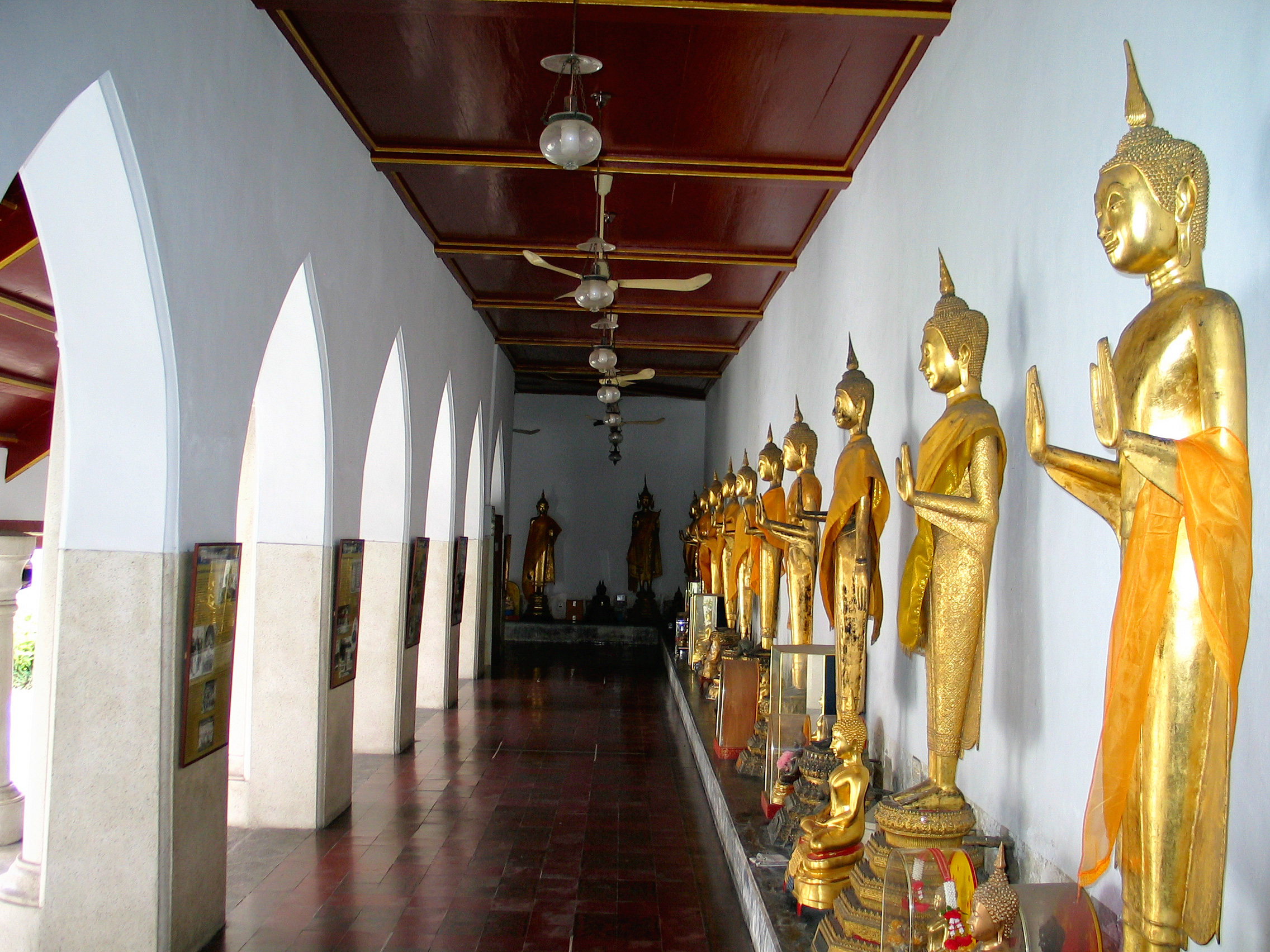
Blick in die Phra Rabiang

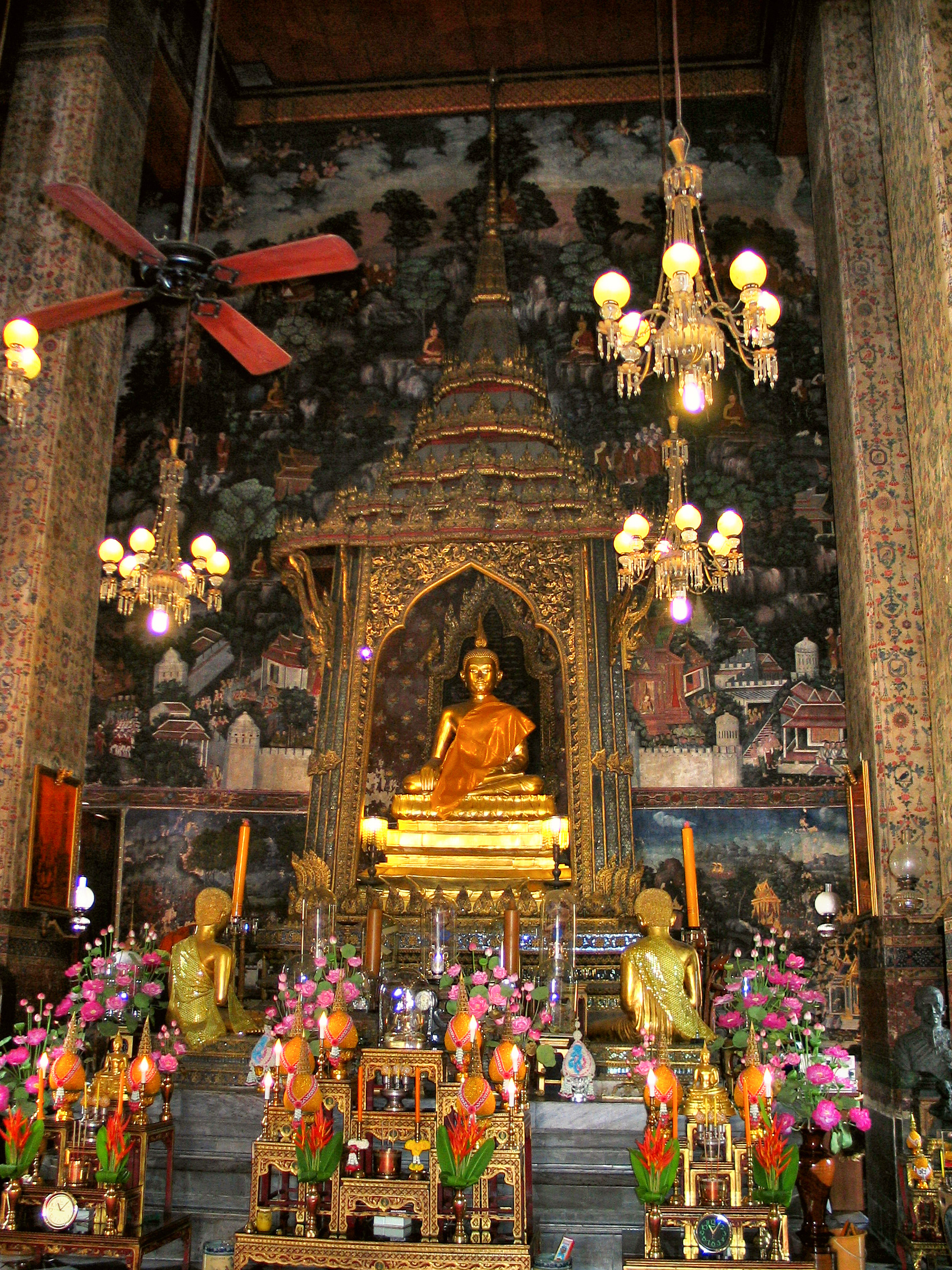
Phra Samphuttha Somanat, die Haupt-Buddhastatue des Wihan

Wat Somanat Wihan (vollständiger Name: Wat Somanat Ratcha Wora Wihan – Thai: วัดโสมนัสราชวรวิหาร) ist ein buddhistischer Tempel (Wat) in Bangkok, der Hauptstadt von Thailand. Er ist ein Königlicher Tempel Zweiter Klasse.

## Lage
Wat Somanat Viharn liegt im Norden des Bezirks Pom Prap Sattru Phai. Er liegt an der Thanon Krung Kasem (Straße des Städtischen Glücks) direkt am Ufer des Khlong Phadung Krung Kasem.

## Geschichte
Wat Somanat wurde von König Mongkut (Rama IV.) gegründet. Er widmete den Tempel seiner Gemahlin Somdet Phra Nang Chao Somanat Wathanawadi (สมเด็จพระนางเจ้าโสมนัสวัฒนาวดี), die am Anfang seiner Regierungszeit gestorben war. Der Grundstein wurde vom König am Montag, dem 15. Januar 1853 gelegt.

## Anordnung der Anlage
Die Haupt-Gebäude des Tempels sind von Süd-West nach Nord-Ost ausgerichtet. Der Phra Ubosot liegt im südwestlichen Teil des Phutthawat (เขถพุทธาวาส), dem heiligen Bereich, der dem Buddha geweiht ist. Er ist mit einer niedrigen Mauer eingefasst. Nordöstlich davon liegt die von einer nach innen offenen Galerie (Phra Rabiang) umschlossene Phra Chedi. Der nordöstliche Teil des Phra Rabiang wird vom Phra Wihan Yai, der Großen Versammlungshalle eingenommen.